# Elecciones generales de Turquía de 2002
Las elecciones generales de Turquía se celebraron el 3 de noviembre de 2002 tras la caída de la coalición DSP-MHP-ANAP, dirigida por Bülent Ecevit. Fue la 15.ª elección general celebrada en Turquía. Se renovaron los 550 miembros de la Gran Asamblea Nacional en esta elección.
La elección estuvo marcada por la crisis económica del año 2000 la cual resultó en un resentimiento profundo hacia los gobiernos de coalición qué habían gobernado el país desde el golpe militar de 1980. El Partido de la Justicia y el Desarrollo (AKP) y Partido Republicano del Pueblo (CHP) fueron los máximos beneficiados del enojo contra la alianza DSP-MHP-ANAP, que había conformado un gobierno de coalición en 1999; el resentimiento provocó que el electorado se volcase hacia un sistema bipartidista conformado por el AKP y el CHP, sin que otros partidos pudieran ganan cualquier escaño en el parlamento, puesto que sólo nueve independientes lograron ser elegidos. El AKP y el CHP ganaron en conjunto un 98.36% de los escaños del parlamento. El Partido de la Justicia y el Desarrollo (AKP), el cual había sido formado en 2001 por Recep Tayyip Erdoğun, ganó la elección con casi dos tercios de los escaños. El voto de protesta era tal que cada partido anteriormente representado en el parlamento quedó fuera de este, y el AKP se llevó 363 asientos con solo el 34.28% de los votos. El único partido además del AKP que pasó el umbral para obtener representación parlamentaria fue el Partido Republicano del Pueblo, el cual obtuvo con el 19.38% de los votos y 178 escaños. La elección produjo el primer gobierno de partido único en Turquía desde 1987 y el primer parlamento bipartidista desde 1960.

## Resultados
|  | 34.28 % |

|  | 19.39 % |

|  | 1.00 % |

|  | 9.54 % |

|  | 8.36 % |

|  | 7.25 % |

|  | 6.22 % |

|  | 5.13 % |

|  | 2.49 % |

|  | 1.22 % |

|  | 5.12 % |

|  | 96.22 % |

|  | 3.78 % |

|  | 100.00 % |

|  | 79.14 % |